# Megumi Hayashibara
Megumi Hayashibara (林原 めぐみ?, Hayashibara Megumi; Tokyo, 30 marzo 1967) è una doppiatrice e cantante giapponese.
Ha iniziato la sua carriera di doppiatrice mentre studiava per diventare infermiera professionista.
È la doppiatrice giapponese che ha vinto più volte il premio al miglior doppiatore (seiyū) della Animage: l'ha ottenuto dodici volte, tutti gli anni dal 1989 al 2001 ad eccezione del 1994. I primi due premi erano solo per la miglior voce femminile, gli altri sono premi unificati.

## Biografia
Megumi Hayashibara iniziò la sua carriera di doppiatrice con alcune audizioni alla scuola/agenzia ricerca nuovi talenti Arts Vision, mentre studiava per diventare infermiera, il suo obbiettivo primario.
Il suo debutto come seiyū avvenne nel 1986, con una piccola parte nell'anime Maison Ikkoku. Dopodiché donò la sua voce a numerosi altri personaggi dei cartoni animati, tra cui Hello Kitty, Faye Valentine in Cowboy Bebop, Lime in Saber Marionette, Haruka Urashima in Love Hina, Rei Ayanami in Neon Genesis Evangelion, Musashi (Jessie) del Team Rocket nella serie Pokémon, Lina Inverse in Slayers, Canal in Lost Universe, Ranma Saotome ragazza in Ranma ½ e Anna in Shaman King. Dal 1999 sta doppiando Ai Haibara in Detective Conan.
Secondo Anime News Network, nel febbraio 2007, Hayashibara è stata la più votata seiyū donna con 194 crediti. È sicuramente la più conosciuta seiyū al di fuori del Giappone, ed è considerate la regina delle seiyū da molti fan di anime, ciò dovuto soprattutto al fatto che ha doppiato personaggi importanti di principali titoli, anche grazie alla sua personale relazione coi fans, grazie al suo programma radio ed ai suoi scritti.
La Hayashibara ha anche scritto diversi libri, inclusi due collezioni di saggi, due volumi che collezionano le sue apparizioni sui magazines, Aitakute Aitakute, un manga autobiografico, Ashita ga aru sa, ed il libro per piccoli sui Pokémon Jigglypuff's Magic Lullaby. Scrive ancora mensilmente sul giornale Newtype.

### Carriera musicale
Come pioniera del "Third Seiyū Boom", Hayashibara è tra le più prolifiche seiyū-cantanti nella storia. Sin dal suo debutto musicale nel 1989, ha cantato numerose sigle di anime, inclusa tutta la serie di Slayers, film ed OAV, Magical Shopping Arcade Abenobashi, Lost Universe, Bakuretsu Hunter, buona parte di Saber Marionette, Love Hina, le canzoni Oversoul, Trust You, Northern Lights, e Omokage per Shaman King, e i più recenti inizi e finali di Gakuen Utopia Manabi Straight. Inoltre ha pubblicato diversi album come solista, ed ha preso anche parte come cantante delle DoCo e Ties, ed ospite speciale dei Hinata Girls. È l'autrice dei testi della maggior parte delle sue canzoni.
Nonostante la sua musica non sia molto conosciuta all'estero, in Giappone i suoi dischi vendono molto, comparendo come routine nelle charts Top 10 dell'Oricon. Inoltre è speaker in due programmi radio, Tokyo Boogie Night e Heartful Station, dove manda in onda frequentemente le sue canzoni, come anche quelle delle altre seiyū.

## Vita privata
È sposata e ha una figlia.

## Ruoli famosi

### Anime
- 1986
  - Maison Ikkoku debutto nel ruolo di Yosuke Nanao, ed altri personaggi
  - Project A-ko nel ruolo di Ume
- 1987
  - Bubblegum Crisis nel ruolo di Nam
  - Digital Devil - Incarnazione Infernale nel ruolo di Kanou Fuyuki
- 1989
  - Garaga nel ruolo di Kina
  - Ranma ½ nel ruolo della versione femminile di Ranma Saotome
  - Gundam 0080 nel ruolo di Christina "Chris" MacKenzie
  - Ahiru no Kuwakku nel ruolo di Alfred J. Kwak
- 1990
  - Patlabor the Movie 1 nel ruolo di Weather Forecaster
  - Idol tenshi yōkoso Yōko nel ruolo di Saki Yamamori
- 1991
  - 3x3 occhi nel ruolo di Pai/Parvati
  - Goldfish Warning! nel ruolo di Gyopi
  - Minki Momo Yume wo dakishimete nel ruolo di Momo (Gigì)
- 1992
  - Yu Yu Hakusho nel ruolo di Genkai da giovane
  - Bannō bunka nekomusume nel ruolo di Atsuko "Nuku Nuku" Natsume
  - Video girl Ai nel ruolo di Ai Amano
- 1993
  - The Hakkenden nel ruolo di Mouya Inusaka
- 1994
  - Compiler nel ruolo di Megumi Tendoji
  - Sailor Moon S: Hearts In Ice nel ruolo di Himeko Nayotake
  - Blue Seed nel ruolo di Momiji Fujimiya
  - DNA² nel ruolo di Tomoko Saeki
  - Macross Plus nel ruolo di Lucy MacMillan
- 1995
  - Shadow Skill nel ruolo di Elle Ragu
  - Neon Genesis Evangelion nel ruolo di Rei Ayanami, Yui Ikari, Pen Pen, EVA-01 (Berserk Mode)
  - Slayers nel ruolo di Lina Inverse
- 1996
  - Bakuretsu Hunter nel ruolo di Tira Misu
  - Black Jack nel ruolo di Rei Fujinami
  - Saber Marionette J nel ruolo di Lime
  - Slayers - Storie di specchi, chimere e mammoni nel ruolo di Lina Inverse
  - Slayers - L'eredità degli elfi nel ruolo di Lina Inverse
  - Chi ha bisogno di Tenchi? - The Movie - Tenchi muyo in Love (1996) nel ruolo di Achika Masaki
  - Slayers Next nel ruolo di Lina Inverse
- 1997
  - Lost Universe nel ruolo di Canal Vorfeed
  - Slayers - La città dei Golem nel ruolo di Lina Inverse
  - Slayers Try nel ruolo di Lina Inverse
  - Pokémon nel ruolo di Jessie (Musashi) e versi dei Pokémon di Bulbasaur e di Pidgeotto
- 1998
  - Queen Emeraldas nel ruolo di Hiroshi Umino
  - Saber Marionette J to X nel ruolo di Lime
  - Cyber Team in Akihabara nel ruolo di Tsubame Otori
  - Cowboy Bebop nel ruolo di Faye Valentine
- 1999
  - Detective Conan nel ruolo di Shiho Miyano/Ai Haibara (Sherry)
  - Card Captor Sakura - The Movie nel ruolo di Madoushi
- 2000
  - Di Gi Charat nel ruolo di Pyocola Analogue III
  - Vampire Hunter D: Bloodlust nel ruolo di Leila
- 2001
  - Love Hina nel ruolo di Haruka Urashima
  - Shaman King nel ruolo di Anna Kyōyama, Opacho
  - Cowboy Bebop: The Movie nel ruolo di Faye Valentine
- 2002
  - Hitsuji no Uta nel ruolo di Koujou Chisana
  - Love Hina Again nel ruolo di Haruka Urashima
- 2003
  - Cromartie High School nel ruolo della madre di Maeda
  - Tenshi na konamaiki nel ruolo di Amatsuka Megumi
- 2006
  - Paprika - Sognando un sogno nel ruolo di Paprika / Chiba Atsuko
- 2015
  - One Piece nel ruolo di Rebecca
- 2017
  - The Dragon Dentist nel ruolo di Shibana
- 2021
  - Shaman King (serie animata 2021) nel ruolo di Anna Kyōyama, Opacho
  - Tsuki to Raika to Nosuferatu nel ruolo di Irina Luminesk.
- 2024
  - Shaman King Flowers nel ruolo di Anna Kyōyama
  - Ranma ½ (serie animata 2024) nel ruolo della versione femminile di Ranma Saotome

Ha inoltre doppiato Li'l Sneezer nell'edizione giapponese di Tiny Toons

### Videogiochi
- 3 × 3 Eyes -Kyuusei Koushu- nel ruolo di Pai and Sanjiyan
- 3 × 3 Eyes Tenrin'ou Genmu nel ruolo di Pai and Sanjiyan
- Ayanami Ikusei Keikaku nel ruolo di Ayanami Rei
- Cowboy Bebop nel ruolo di Faye Valentine
- Cowboy Bebop - Tsuioku no serenade nel ruolo di Faye Valentine
- Danganronpa V3: Killing Harmony nel ruolo di Shuichi Saihara
- Detective Conan: Il caso Mirapolis nel ruolo di Ai Haibara
- Dissidia Final Fantasy nel ruolo di Shantotto
- Dissidia 012 Final Fantasy nel ruolo di Shantotto
- Dissidia Final Fantasy NT nel ruolo di Shantotto
- Dissidia Final Fantasy: Opera Omnia nel ruolo di Shantotto
- Dragon Quest Treasures nel ruolo di Sbrillina e vari mostri
- Drakengard nel ruolo di Arioch
- Eva to Yukai na Nakama tachi nel ruolo di Ayanami Rei
- Evangelion 2nd Impression nel ruolo di Ayanami Rei
- Evangelion Koutetsu no Girlfriend (Girlfriend of Steel) nei ruoli di Ayanami Rei e di Kirishima Mana
- Battle Tycoon nel ruolo di Tilia Rosette
- EMIT nel ruolo di Tanaka Yuri
- Final Fantasy Type-0 nel ruolo di Andoria
- Fire Emblem Heroes nel ruolo di Freyja
- Fire Woman Matoigumi nel ruolo di Sakai Ryoko
- Goddess of Victory: Nikke nel ruolo di Rei Ayanami
- Granblue Fantasy nel ruolo di Lina Inverse, Ai Haibara e Shantotto
- Hey You, Pikachu! nel ruolo di Bulbasaur
- Kidou Senshi Gundam Climax U.C. nel ruolo di Christina MacKenzie
- Kidou Senshi Gundam Senki nel ruolo di Christina MacKenzie
- Lunar: Eternal Blue nel ruolo di Lemina Ausa
- Lunar 2: Eternal Blue Complete nel ruolo di Lemina Ausa
- Mobile Suit Gundam: Journey to Jaburo nel ruolo di Christina Mackenzie
- Mobile Suit Gundam: Encounters in Space nel ruolo di Christina Mackenzie
- Mujintou Monogatari nel ruolo di Kurashima Saori
- Neon Genesis Evangelion (videogioco) nel ruolo di Rei Ayanami
- O-chan no Oekaki Logic nel ruolo di Hebe
- One Piece: Pirate Warriors 4 nel ruolo di Rebecca
- One Piece Odyssey nel ruolo di Rebecca
- Oreshika: Tainted Bloodlines nel ruolo di Nueko
- Pokémon Snap nel ruolo di Bulbasaur
- Pokémon Masters EX nel ruolo di Jessie
- Popful Mail nel ruolo di Mail
- Popoitto Hebereke nel ruolo di all voices
- Project X Zone nel ruolo di Duwei Frabellum
- Quo Vadis 2 nel ruolo di Hilda Belens
- Ranma ½ nel ruolo di Saotome Ranma
- Ranma 1/2 Battle Renaissance nel ruolo di Saotome Ranma
- Ranma 1/2 Datou, Ganso Musabetsu Kakutouryuu! nel ruolo di Saotome Ranma
- Ranma 1/2 Torawareno Hanayome nel ruolo di Saotome Ranma
- Shaman King: Spirit of Shamans nel ruolo di Anna Kyoyama
- Shaman King: Soul Fight nel ruolo di Anna Kyoyama
- Shaman King: Funbari Spirits nel ruolo di Anna Kyoyama, Opacho
- Shining Force Neo nel ruolo di Freya
- Shining Tears nel ruolo di Blanc Neige
- Slayers Royal nel ruolo di Lina Inverse
- Slayers Royal 2 nel ruolo di Lina Inverse
- Slayers Wonderful nel ruolo di Lina Inverse
- Sonic Frontiers nel ruolo di SAGE
- Super Robot Taisen F nel ruolo di Patricia Hackman
- Super Robot Wars Alpha nel ruolo di Christina Mackenzie, Rei Ayanami
- Super Robot Wars Alpha 3 nel ruolo di Rei Ayanami
- Super Robot Wars Z3: Hell Chapter nel ruolo di Rei Ayanami
- Super Robot Wars Z3: Heaven Chapter nel ruolo di Rei Ayanami
- Super Robot Wars V nel ruolo di Rei Ayanami
- Super Robot Wars X nel ruolo di Himiko Shinobibe
- Super Robot Wars T nel ruolo di Faye Valentine
- Super Smash Bros. Brawl nel ruolo di Latias
- Super Smash Bros. per Nintendo 3DS e Wii U nel ruolo di Latias, Arceus, Snivy, Fennekin e Spewpa
- Super Smash Bros. Ultimate nel ruolo di Porygon, Latias, Arceus, Snivy, Fennekin e Spewpa
- Tales of the Rays nel ruolo di Lina Inverse
- Torifels Mahou Gakuen nel ruolo di Eltz
- World of Final Fantasy nel ruolo di Shantotto
- Wrestle Angels nel ruolo di Megumi

## Discografia
Tutti pubblicati da King Records:
- Half and, Half (KICS-100, 1991)
- Whatever (KICS-176, 1992)
- Perfume (KICS-215, 1992)
- Shamrock (KICS-345, 1993)
- Pulse (Futureland, TYCY-5413, 1994)
- Sphere (KICS-430, 1994)
- Enfleurage (KICS-475, 1995)
- Bertemu (KICS-590, 1996)
- Iravati (KICS-640, 1997)
- Fuwari(ふわり) (KICS-755, 1999)
- Vintage S (KICS-790, 2000)
- Vintage A (KICS-810, 2000)
- Feel well (KICS-955, 2002)
- Center color (KICS-1070, 2004)
- Plain (KICS-1303, 2007)
- tanoshii douyou (KICG-53〜55, 2007)
- Slayers MEGUMIX (KICA-916〜918, 2008)
- CHOICE (KICS-1548, 2010)
- VINTAGE White (KICS-1670〜1671, 2011)
- Time Capsule (KICS-3192~3194, 2015)
- Duo (KICS-3346～48, 2016)

## Doppiatrici italiane
- Monica Ward in Ranma ½ (ep. 1-50)
- Laura Latini in Ranma ½ (ep. 51-125)
- Tosawi Piovani in Detective Conan (ep. 136-437 e film 3-8)
- Federica Valenti in Detective Conan (ep. 438+ e film 9+), Magic Kaito 1412